# Emberiza lathami
Emberiza lathami е вид птица от семейство Овесаркови (Emberizidae), единствен представител на род Melophus.

## Разпространение
Видът е разпространен в Бангладеш, Бутан, Виетнам, Индия, Китай, Лаос, Мианмар, Непал, Пакистан и Тайланд.